# Sévérac-l'Église
Sévérac-l'Église är en kommun i departementet Aveyron i regionen Occitanien i södra Frankrike. Kommunen ligger  i kantonen Laissac som ligger i arrondissementet Rodez. År 2018 hade Sévérac-l'Église 415 invånare.

## Befolkningsutveckling
Antalet invånare i kommunen Sévérac-l'Église
Referens: INSEE